# Chartwell (Hamilton)
Chartwell est une banlieue du nord-est de la cité de Hamilton, située dans l'Île du Nord de la Nouvelle-Zélande.

## Toponymie
La banlieue fut dénommée d’après la ville de Chartwell, le pays d’origine de Sir Winston Churchill.

## Situation
Le secteur devint une partie de la cité de Hamilton en juin 1962 et fut officiellement définie comme banlieue en 1974.
Elle est limitée au nord par la banlieue de Rototuna, au nord-est par Chedworth Park, à l’est par Fairview Downs, au sud par Fairfield et au nord-ouest par la banlieue de Queenwood.
La plupart des maisons privées ont un ou deux étages avec peu de maisons publiques. Les rues près du square sont utilisées comme parking. Des appartements privés peuvent être achetés par des professionnels pour être utilisés pour des objectifs de commerce à proximité du square. Ces rues sont plantées d’arbres.

## Éléments caractéristiques de la ville de Chartwell

### Lynden Court
Le principal centre commercial de Chartwell est localisé sur Lynden Court et nommé : Chartwell Shopping Centre (en). C'est l’un des principaux malls de la cité d’Hamilton. Il possède un cinéma multiplexe formé de six cinémas ainsi que 126 magasins de détail, des cafés et des restaurants.
La bibliothèque de Chartwell et le Lynden Court Mall sont localisés sur l’autre côté de la route.
Lynden Court est un des hubs majeurs de transports de la cité d’Hamilton avec des trajets de bus menant au centre de Hamilton Central (en), au niveau de Rototuna et aux autres cités sur la route dite Orbiter route.

### Chartwell Park
Chartwell Park est localisé entre les banlieues de Chartwell et de Queenwood.
Il est caractérisé par un chemin piéton reliant ces deux banlieues.
Chartwell Park contient cinq terrains de football. Ceux-ci sont le siège des activités sportives des équipes pour l’école catholique St. Joseph (en).

### Kumara Pit
À l’extrémité nord de Hukanui Road, il y a le site archéologique de kumara pit. La fosse a 2 m de profondeur et est large de 8 m avec une forme circulaire. Ces fosses furent faites par les Maori, qui utilisaient le sable et le gravier extraits en creusant pour couvrir les plants de kūmara en croissance.
Le sable conduisait la chaleur pour réaliser un microclimat tropical artificiel au contact des plants de kumara, qui poussent naturellement au niveau de l’Amérique du Sud.
À cause de la signification archéologique de ces fosses, la construction de l’intersection Wairere Drive/Hukanui Road fut faite de telle manière qu’elles ne soient pas affectées.

## Éducation
- Hukanui School est une école mixte contribuant au primaire (allant de l’année 1 à 6).

En 2007, elle a un taux de décile de 10 et un effectif de 592 élèves. L’école fut la première à gagner le National Green Gold Enviro Schools Award, en mai 2006.
- Bankwood School est une école mixte contribuant au primaire (allant de l’année 1 à 6).

En 2007, elle a un taux de décile de 2 et un effectif de 314 élèves.
- La plus proche des écoles secondaires est Fairfield College, une école de décile 4, mixte, publique, secondaire avec un effectif d’environ 1 000 élèves.

Elle est localisée immédiatement au sud de la ville de Chartwell, dans la même rue que la Bankwood Primary School. Son effectif est formé d’environ 50 % de Maori en 2011. Entre 2007 et 2010, l’école a eu un nouveau principal. En 2008, un vote de ‘non-confiance’ fut pris contre le principal et le conseil d’administration, dont il résulta une grève des élèves et le début d’une fuite des 140 membres de l’équipe sur les trois années suivantes. Diverses enquêtes se déroulèrent par le MOE, qui engagea un directeur sous un statut limité et ensuite un commissaire. Une enquête spéciale fut entreprise par une équipe ERO après des plaintes officielles à propos des pratiques de management dans l’école. Une investigation ultérieure fut entreprise par des managers spécifiques, dont il résulta le départ soudain de deux principaux adjoints et peu de temps après le principal fut limogé sans aucun commentaire public. En mai 2011, le commissaire statua que maintenant l’école avait une excellente équipe de direction, les finances avaient été nettement améliorées et le staff était perçu positivement. Un nouveau principal fut engagé au troisième trimestre de l’année 2011.
- St Paul's Collegiate est une école privée (payante), secondaire, mixte (avec des filles de l’âge de 11 et plus), en partie en pension, calquée sur les lignes des écoles publiques anglaises.

Elle siège à la limite entre la ville de Chartwell et celle de Fairfield et ses terrains sont partagés avec l’établissement de Fairfield Intermediate.
- Diocesan School pour les filles est une école privée de décile 10, assurant la pension pour le collège mais avec des étudiants de jours.

C’est l’une des plus hautes NCEA (taux de passage) en Nouvelle-Zélande. Elle est bien connue pour ses remarquables performances en aviron et depuis 2000 est devenue la première école pour filles faisant du cyclisme en Nouvelle-Zélande. Elle est associée au collège de Fairfield.